# Мед (напій)

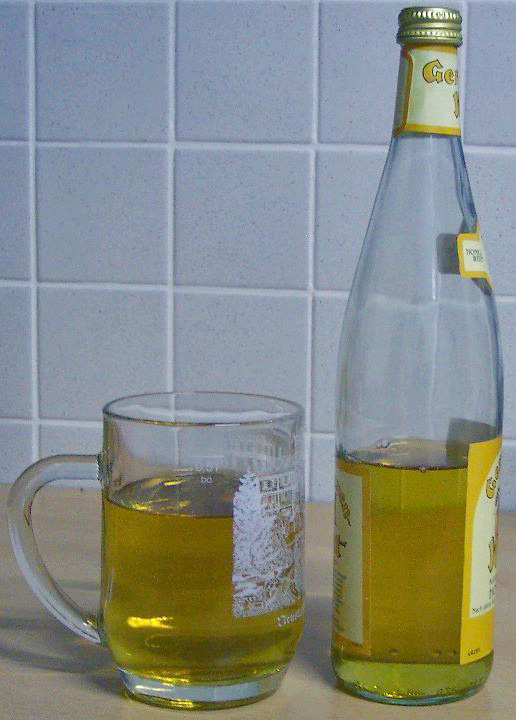
Мед питний

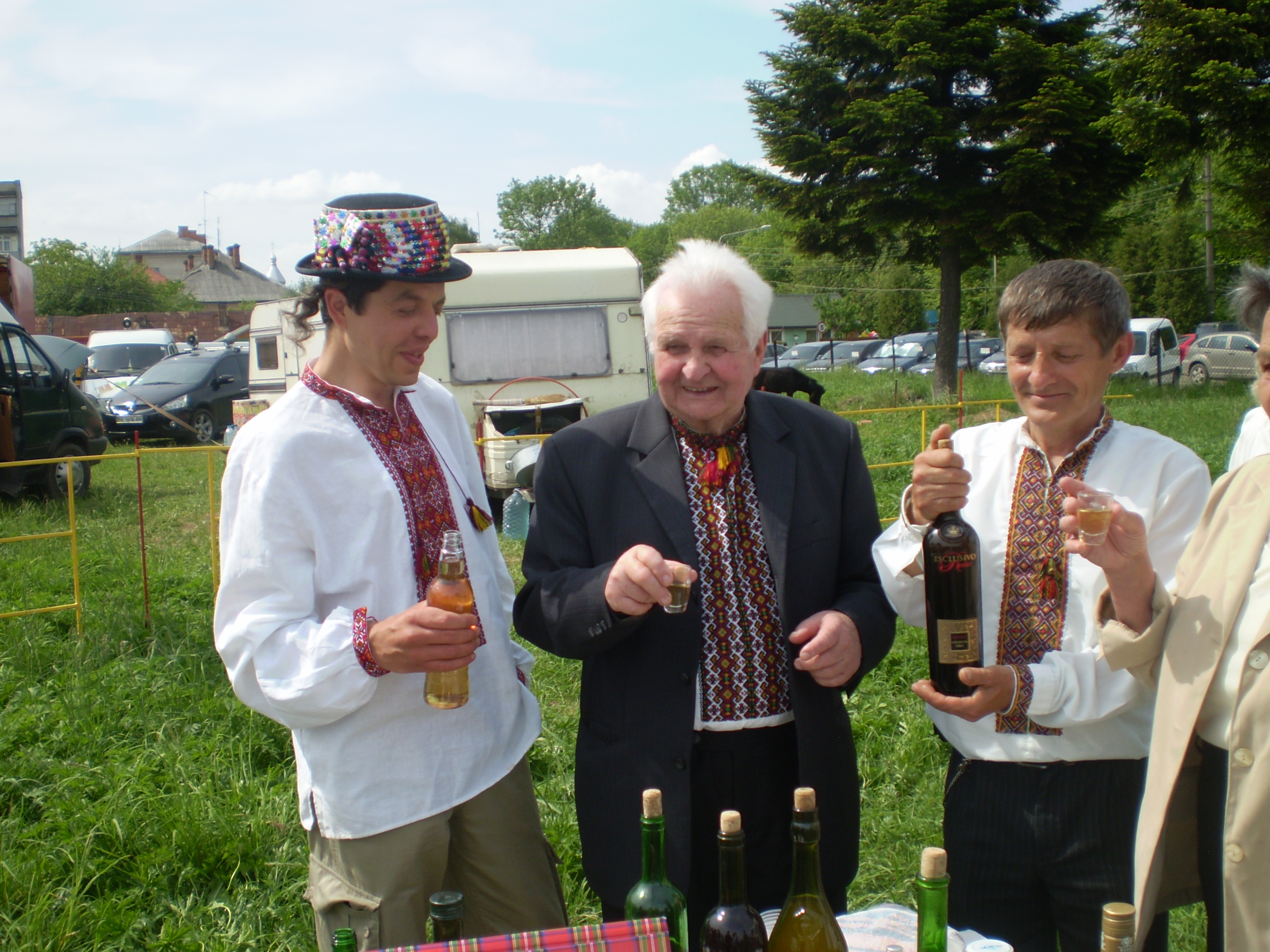
Вишиванка-фест 20 травня 2012. Дегустування продуктів бджолярства (медовуха).

Мед питний або хмільний (медуха, квасний мед, медівка, медовиця, медовуха, медове вино) — слабоалкогольний напій, виготовлений шляхом ферментації з бджолиного меду, іноді з додаванням фруктів та ягід, прянощів.

## Історія
Широко вживаний в Україні з часів Київської Русі. Мед питний є (судячи зі згадок в давньогерманському та кельтському епосі) чи не найдавнішим алкогольним напоєм, відомим в Середній та Північній Європі. Його виготовляли з бджолиного меду, який варили з водою, і потім зброджували.
Про широке використання меду як народного напою згадується в багатьох історичних літописах. У Лаврентіївському списку описується, що древляни зварили і відвезли в город дуже багато меду для поминок, які влаштувала княгиня Ольга своєму чоловікові Ігорю. Готовий мед наливався в бочки, які зберігались в особливих льохах, так званих медушах. Мед був звичним частуванням на весіллях і під час свят.

## Виготовлення
Спосіб виготовлення питного меду дуже схожий на винний, але замість виноградного соку використовується розчин меду у воді. Ця суміш води і меду, що має назву «сита», після додавання дріжджів, зброджується, після чого напій зливається з осаду і відстоюється. З плином часу напій освітлюється, потребуючи додаткового переливання до чистого посуду. Відбувається дозрівання напою, завдяки чому, питний мед набуває неповторних смакових властивостей і стає міцнішим. Настоювання, має відбуватися у прохолодному приміщенні зі сталою температурою, часто в погребі.
Залежно від способу приготування сити, питні меди поділяють на два типи: ставлені і варені. Під час виготовлення ставлених медів, мед розчиняється у майже холодній воді, після чого сита зброджується. У разі ж, якщо виготовляється варений мед, ситу варять, іноді досить довго: від 15 хв. до 3 год. або навіть більше. За вмістом меду у розчині, питні меди поділяють на «чотирняки» (одна частка об'єму меду на три частки води), «третяки» (одна частка меду, дві частки води), «двійняки» (одна частка меду, одна частка води), «півтораки» (одна частка меду, півчастки води). Існують також проміжні варіанти співвідношення меду і води у напої. Внаслідок зброджування, тобто перетворення глюкози і фруктози на спирт, чотирняк стає, за винною термінологією, майже «сухим», третяк — напівсухим, більші частки меду дозволяють отримати солодші напої.

## Алкоголь
Вміст алкоголю в питних медах може різнитися від 3–4% до 18%, зазвичай це 9–14 %. Чим більше меду додають в медове сусло, тим міцність більша. Спирт у питних медах утворюється шляхом природного шумування.
Існують перекази про те, ніби у людини, що спожила питний мед (медовуху), голова буде все усвідомлювати, тоді як ноги «не йтимуть». Дане твердження, насправді не знаходить підтвердження, якщо споживати мед у міру.

## Смак
Типовий мед не є густим та солодким лікером. Мед — це рідкий напій, який легко ллється. Смак сухих медів нагадує легке сухе вино, третяки нагадують напівсолодкі вина, двійняки та важчі меди за смаком схожі на солодкі вина, однак навіть вони не є приторно солодкими і часто мають легку природну гірчинку. Смак напою залежить від концентрації меду та типу меду (варений чи ставлений), а також добавок, які переважно використовуються під час виготовлення варених медів, бо мед під час варіння, втрачає певну частку власних духмяних складових. Смак ставлених медів, значною мірою залежить від якості меду, який використали для приготування сити. Як добавки застосовують різні трави, прянощі, а також фруктові соки. Використання хмелю для виготовлення напою, надає питному меду певної гіркоти, а напій (якщо це сухий мед) нагадує одночасно і легке сухе вино, і легке світле пиво. Втім, навіть без жодних добавок, хмільний мед має власний м'який смак.

## Запах
Різні меди мають відмінний запах — від легкого спиртового, до густого та насиченого медвяного. Використання прянощів та пахучих трав, також помітно впливає на запах, особливо рясно забарвлює запах напою м'ята. Для деяких видів меду, так само як і для окремих сортів вина, притаманне явище «дихання», тобто запах напою повною мірою проявляється лише після того, як налитий в посуд мед, постоїть кілька хвилин.

## Колір
Колір напою залежить від забарвлення меду, з якого він виготовлений, концентрації меду (здебільшого, важчі меди темніші) та добавок. У разі виготовлення варених медів, колір питного меду залежить також від часу варіння: більш тривале приготування робить напій темнішим. Готовий мед — це прозорий (добре освітлений) напій, переважно, світлих відтінків жовтого чи бурштиново-коричневого кольору. Якщо для виготовлення питного меду, використовували фруктовий сік, мед буде мати колір, наближений до кольору соку.

## Стародавні способи виготовлення
Перш за все, медові напої поділялися на ставлені й варені. Медові ставлені напої уварювалися з кислим соком так, що зі 100 кг природного меду виходило 30-50 кг кислого меду. Доброджували вони також не одне десятиліття, тому були доступні багатим людям.
Приготування починалося з виготовлення «кислого меду» — добре вистояний і закристалізований монофлорний мед, розводився кислим соком (суничним, малиновим, смородиновим або вишневим) 1:1,5, або 1:2 чи 1:3; ця суміш уварювалася на повільному вогні до половинного об'єму, зазвичай у мідному казані, що підігрівався дровами з плодових дерев. Весь час суміш перемішувалася липовою лопаткою і нею ж знімалося шумовиння з вощиною, що спливла. Вариво завершувалося, коли піновиділення припинялося, а об'єм зменшувався до половини. Мед залишали поволі остигати до температури тіла, після чого в нього запускали м'якуш непропеченого житнього хліба і залишали в теплому місці до початку шумування. Після цього ставили мед на лід для гальмування процесу.
Існував й інший спосіб отримання кислого меду. Для цього в казан з кислими ягодами заливали свіжий рідкий мед так, щоб він повністю покривав ягоди. Після того, як вони пустили сік, ягоди з медом томили в печі до повного їх розварювання і потім залишали на ніч для відстоювання гущі. На другий день до меду додавали 1/2 або 1/3 соку під час зброджування, і коли весь мед починав шумувати, ставили його на лід і використовували надалі як напівфабрикат.
Простий ставлений мед робили з одного кислого меду. Для цього його після тижневої витримки на льоду (для утворення осаду), переливали в добре просмолене липове барило і щільно закривали.
Барильце з медом на стадії зброджування закопували в землю і залишали на 25-40 років. Саме в такому віці мед вважався зрілим і п'янким, що піднімав настрій і бадьорив. Мед 10-річної витримки вважався молодим і п'янким, що тільки дурманив. До того ж, його пиття супроводжувалося сильним похміллям.
На думку теперішніх кулінарів: «За часів Розумовського по-справжньому ставлених медів, що виготовляються тільки з меду і соку, вже не було. Осучаснені ставлені меди, готувалися за два рази. Спочатку готувався сирець — кислий мед. А потім вже на основі цього напівфабрикату і вареного меду, готувався справжній хмільний мед. Отже, ці меди, вже були поєднанням ставлених і варених медів. Водночас, приготування саме кислого меду-напівфабрикату, вимагало найбільшого часу і трудовитрат».

## Сучасне виробництво
В Україні сертифікованими та ліцензійними виробниками напоїв є ТзОВ «Українські медовари» та ТОВ "Медовий Спас". Мед питний є досить поширеним хмільним напоєм у Польщі, де він є третім після пива та горілки. Відповідно, там він випускається в промислових обсягах на сучасних підприємствах. У Канаді, набирає популярності завдяки винарні Розвуд канадських українців Євгена та Ренати Роман. Також у невеликих обсягах промислово, мед виготовляється в Німеччині, Чехії та Російській Федерації.